# Dichobunidae
De Dichobunidae zijn een familie van uitgestorven zoogdieren die leefden in het Vroeg-Eoceen.

## Kenmerken
Deze familie van kleine, primitieve herbivore dieren vertoonde meer overeenkomsten met konijnen dan met hoefdieren. De indeling bij de evenhoevigen is eigenlijk merkwaardig te noemen, aangezien hun voeten vijf tenen telden, met elke teen eindigend in een kleine hoef. Ze hadden een compleet gebit, in tegenstelling tot de meeste latere artiodactylen, met hun meer gespecialiseerde tanden. De vorm van hun lichaam en ledematen doet vermoeden dat ze snellopende dieren waren, in tegenstelling tot de meeste van hun tijdgenoten. Ze hadden een lange staart.

## Leefwijze
Ze voedden zich met kleine bladeren.

## Vondsten
Hun fossiele resten zijn gevonden in Azië, Noord-Amerika en Europa.

## Geslachten
- † Asiohomacodon Tsubamoto et al., 2003
- † Cadutherium Métais et al., 2007
- † Chorlakkia Gingerich et al., 1979

Onderfamilie Diacodexeinae Gazin, 1955
- † Bunophorus Sinclair, 1914
- † Neodiacodexis Atkins, 1970
- † Protodichobune Lemoine, 1891
- † Tapochoerus McKenna, 1959

Onderfamilie Dichobuninae Turner, 1849
- Mouillacitherium Filhol, 1882
- † Hyperdichobune Stehlin, 1910
- Aumelasia Sudre, 1980
- Meniscodon Rütimeyer, 1888
- Messelobunodon Franzen, 1980
- Dichobune Cuvier, 1822
- Buxobune Sudre, 1978
- † Neufferia Franzen, 1994
- Metriotherium Filhol, 1882
- Synaphodus Pomel, 1848

Onderfamilie Homacodontinae Marsh, 1849
- † Bunomeryx Wortman, 1898
- † Mytonomeryx Gazin, 1955
- † Pentacemylus Peterson, 1931
- † Hylomeryx Peterson, 1919
- † Limeryx Métais et al., 2005
- † Mesomeryx Peterson, 1919

Onderfamilie Lantianiinae Metais et al., 2004
- † Elaschitotherium Métais et al., 2004
- † Eolantianius Averianov, 1996
- † Lantianius Chow, 1964
- † Mioachoerus
- † Pakibune Thewissen et al., 1987
- † Paraphenacodus Gabunia, 1971